# ویلیام ریدل بردوود
ویلیام ریدل بردوود (انگلیسی: William Birdwood; ۱۳ سپتامبر ۱۸۶۵ – ۱۷ مهٔ ۱۹۵۱) فرمانده نظامی و فیلد مارشال اهل بریتانیا بود. وی در خلال جنگ جهانی اول، در دوره‌هایی فرماندهی سپاه اول انزاک، سپاه ارتش استرالیا و نیوزلند و ارتش پنجم (بریتانیا) را برعهده داشت.